# Aale Tynni

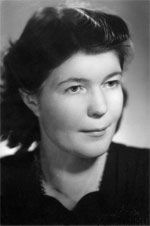
Aale Tynni

Aale Maria Tynni-Haavio (* 3. Oktober 1913 in Kolppana, Ingermanland, Russisches Kaiserreich; † 21. Oktober 1997 in Helsinki) war eine finnische Dichterin, Übersetzerin und Olympiasiegerin.

## Biografie
Aale Tynni kam 1913 als eines von sieben Kindern des Journalisten und Schuldirektors Kaapre Tynni und der Lehrerin Lilja Tynni (geb. Piipponen) in Kolppana zur Welt. Kurz nach der Oktoberrevolution zog die Familie 1919 von Ingermanland nach Finnland und ließ sich in Helsinki nieder. Tynni begann schon in ihrer Kindheit mit dem Schreiben von Gedichten und veröffentlichte diese auch in der Schülerzeitung.
Von 1932 bis 1936 studierte Tynni an der Universität Helsinki, die sie mit einem Master of Arts (M.A.) abschloss. Zwei Jahre später veröffentlichte sie mit Kynttiläsydän ihre erste Gedichtesammlung. Danach reiste sie einige Zeit durch Frankreich und Italien und kehrte erst mit Beginn des Kriegsausbruchs nach Finnland zurück. 1940 heiratete Aale Tynni den Kirchenhistoriker Kauko Pirinen, mit dem sie drei Kinder bekam. Sie arbeitete als Lehrerin und verschaffte sich durch die Übersetzung von Henrik Ibsens Brand 1947 einen Namen als Übersetzerin von Gedichten.
Die während der 1940er Jahre entstandenen Gedichte handeln meist von Liebe und Mutterschaft und wurden in Lehtimaja (1946) und Soiva metsä (1947) veröffentlicht. In dem Gedichtband Ylitse vuorten lasisten von 1949 basieren viele Gedichte aus Charakteren von Märchen. Dieses Werk enthält auch ihr bekanntestes Gedicht Kaarisilta (dt. „Die Bogenbrücke“).
1948 nahm Aale Tynni an den Kunstwettbewerben der Olympischen Sommerspiele in London teil. Mit ihrem Gedicht Hellaan laakeri (dt. „Hellas’ Ruhm“) gewann sie dabei in der Disziplin Lyrische Werke die Goldmedaille. 1950 wurde sie zudem mit dem Aleksis-Kivi-Preis ausgezeichnet.
1952 erschien der Gedichtband Tuntematon Puu. Einige der Gedichte waren inspiriert durch ihre Liebe zu einem anderen Mann, dem Dichter Martti Haavio. Wegen ihrer Kinder erhielt Tynni dennoch ihre erste Ehe lange Jahre aufrecht. Erst 1960 heiratete sie schließlich Haavio, mit dem sie in den folgenden Jahren oft zusammenarbeitete. Nachdem Haavio 1973 gestorben war, veröffentlichte sie Tarinain lähde (1974), in dem sie über die Sehnsucht nach dem Verstorbenen schrieb.
1977 erhielt Tynni die Ehrendoktorwürde. Neben Eeva-Kaarina Kolanen wurde sie 1982 als erste Frau vom finnischen Staatspräsidenten Mauno Koivisto mit dem Ehrentitel Akademikerin der Kunst (Taiteen akateemikko) ausgezeichnet.
Aale Tynni starb 1997 in Helsinki.

## Werke
- 1938: Kynttiläsydän,
- 1940: Vesilintu
- 1943: Lähde ja matkamies
- 1946: Lehtimaja
- 1947: Soiva metsä
- 1949: Ylitse vuorten lasisten
- 1952: Tuntematon puu,

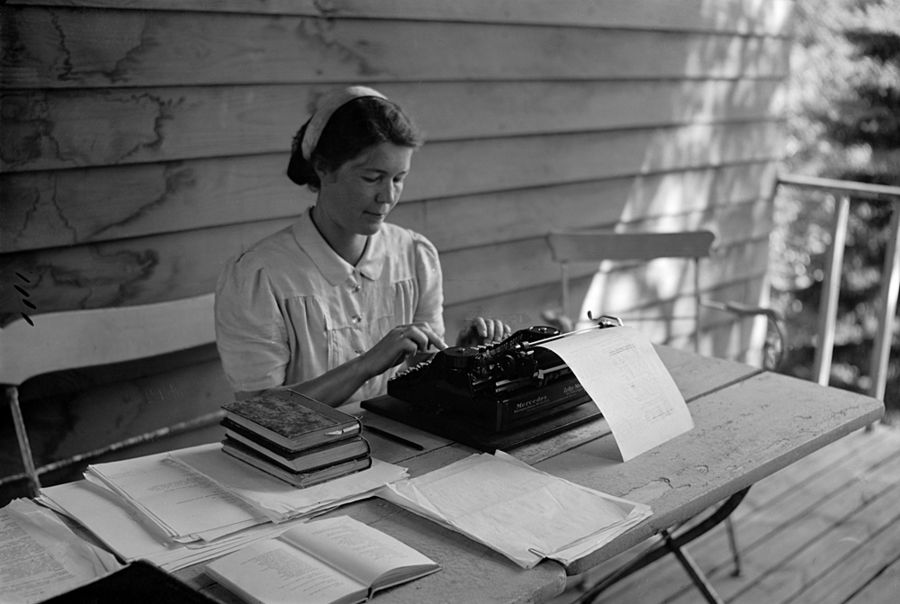
Aale Tynni an ihrer Schreibmaschine

- 1953: Kerttu ja Perttu ja muut talon lapset
- 1954: Kissa liukkaalla jäällä ja muita satuja
- 1954: Torni virrassa
- 1954: Vieraana vihreällä saarella
- 1956: Heikin salaisuudet
- 1957: Tuhat laulujen vuotta
- 1958: Yhdeksän kaupunkia
- 1961: Maailmanteatteri,
- 1965: Muuttohaukat
- 1967: Balladeja ja romansseja
- 1968: Lasten paratiisi
- 1969: Pidä rastaan laulusta kiinni
- 1974: Tarinain lähde
- 1978: Olen vielä kaukana
- 1987: Vuodenajat
- 1990: Inkeri, Inkerini
- 1991: Rautamarskin aika

## Auszeichnungen (Auswahl)
- 1957 Topelius-Preis